# Bistum Franca
Das Bistum Franca (lateinisch Dioecesis Francopolitana, portugiesisch Diocese de Franca) ist eine in Brasilien gelegene römisch-katholische Diözese mit Sitz in Franca im Bundesstaat São Paulo.

## Geschichte
Das Bistum Franca wurde am 20. Februar 1971 durch Papst Paul VI. mit der Apostolischen Konstitution Quo aptius aus Gebietsabtretungen des Bistums Rio Preto errichtet und dem Erzbistum Ribeirão Preto als Suffraganbistum unterstellt.

## Bischöfe von Franca
- 1971–2006 Diógenes da Silva Matthes
- 2006–2009 Caetano Ferrari OFM, dann Bischof von Bauru
- 2009–2012 Pedro Luiz Stringhini, dann Bischof von Mogi das Cruzes
- 2013–0000 Paulo Roberto Beloto